# ولوو اف۸۵
ولوو اف۸۴/اف۸۵/اف۸۶ (انگلیسی: Volvo F84/F85/F86) مجموعه ای از کامیون‌های اندازه متوسط بود که توسط خودروساز سوئدی ولوو بین سال‌های ۱۹۶۵ تا ۱۹۷۹ تولید شد.